# The Old Maid and the Burglar (film 1910)
The Old Maid and the Burglar è un cortometraggio muto del 1910. Il nome del regista non viene riportato nei credit.

## Produzione
Il film fu prodotto dalla Essanay Film Manufacturing Company.

## Distribuzione
Distribuito dall'Essanay, il film - un cortometraggio di 150 metri - uscì nelle sale cinematografiche USA il 12 gennaio 1910. Nelle proiezioni, veniva programmato con il sistema dello split reel, accorpato in un'unica bobina con un altro cortometraggio prodotto dall'Essanay, la commedia Electric Insoles.